# ولسوالی میانشین
میانشین یکی از ولسوالیهای ولایت قندهار در جنوب خاوری افغانستان است. جمعیت آن در سال ۲۰۰۶ میلادی، ۱۲۶۰۰ نفر اعلام شده‌است.